# Avon Water

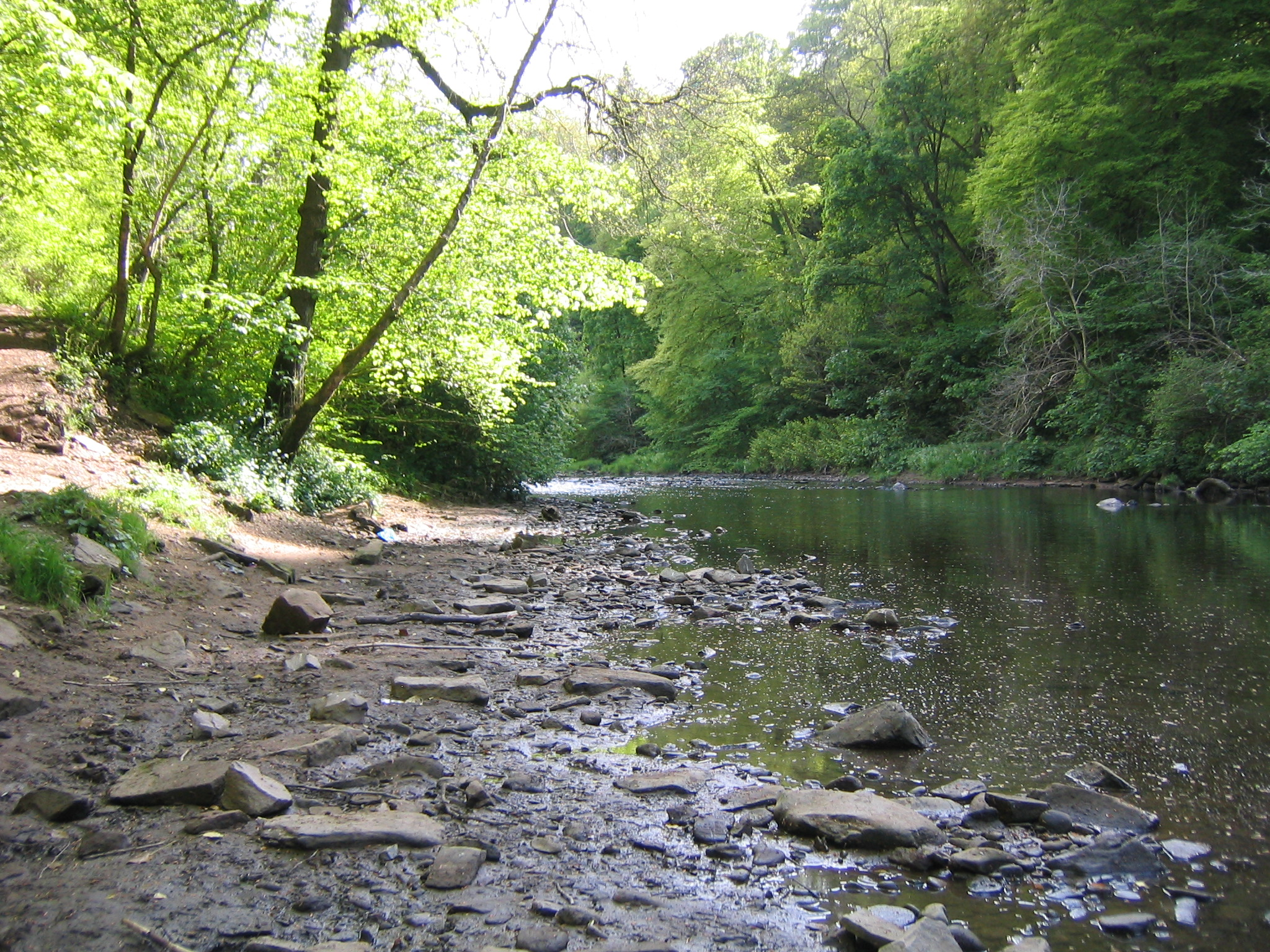
Avon Water i Chatelherault Country Park

Avon Water, också kallad lokalt River Avon, är ett 4 mil långt vattendrag i Skottland i Storbritannien och biflod till River Clyde.